# Stanislav II. Avgust Poniatowski
Stanislav II. Avgust (poljsko: Stanisław August)  Poniatowski (rojen: Stanisław Antoni Poniatowski), kralj Poljske, veliki knez Litve, * 17. januar 1732, Wołczyn, † 12. februar 1798, Sankt Peterburg.
Stanislav II. Avgust je Poljski-Litvi (Republiki) vladal v letih 1763-95, v obdobju razsvetljenstva ter dinamičnih družbenih in političnih procesov, ki pa so zadevali ob silovit odpor "domoljubne" plemiške oligarhije. Reformam so nasprotovali tudi voditelji sosednjih monarhij. Stanislav Avgust je reforme spodbujal in jih usmerjal ter med ovirami iskal možno pot. Šok ob prvi delitvi Poljske med Rusijo, Prusijo in Avstrijo (1773) je pripomogel k stabilnejši in učinkovitejši vladi pod vodstvom kralja. Vstop Rusije v vojno s Turčijo (1787) in Švedsko (1788) je dal poljskim reformatorjem toliko poleta, da so začeli s temeljitimi reformami in 3. maja 1791 sprejeli dotlej najnaprednejšo ustavo v Evropi, ki bi lahko iz Poljske naredila učinkovito, samostojno državo. To pa je tako vznemirilo sosednje velesile, da so si, ko so končale s svojimi vojnami, razdelile poljsko ozemlje in Poljsko izbrisale iz političnega zemljevida. Stanislav Avgust je moral 25. novembra 1795 podpisati svoj odstop.

## Mladost in prve službe
Stanislav Poniatowski je bil šesti otrok poljskega plemiča Stanisława Poniatowskega (*1676, †1762) in njegove žene, princese Konstancje Czartoryske. Po skrbni vzgoji je kot začetnik v pisarni Michała Fryderyka, staroste magnatske rodbine Czartoryski, obiskal večino evropskih prestolnic, Berlin, Dresden, Dunaj, Pariz. Precej časa je preživel na Nizozemskem in v Angliji. V Berlinu in kasneje na Dunaju je srečal britanskega diplomata Charlesa Hanbury Williamsa, ki mu je postal prijatelj in mentor. Leta 1755 ga je družina poslala v Sankt Peterburg v službo k Williamsu, ki je bil pred tem imenovan za britanskega ambasadorja v Rusiji. Stanislav na ruskem dvoru ni iskal podpore za detronizacijo Avgusta III., poljskega kralja iz saške dinastije, kar je od njega pričakovala družina, ampak je postal ljubimec šestindvajsetletne velike kneginje Katarine Aleksejevne, kasnejše ruske carice.
Stansilav je zaradi dvorne intrige julija 1756 moral zapustiti Sankt Peterburg, a se je že naslednjega januarja vrnil na ruski dvor kot saški ambasador in se avgusta 1758 kot tarča novih intrig vrnil na Poljsko, kjer je prisostvoval zasedanjem poljskega parlamenta (sejma) v letih 1758, 1760 in 1762. Leta 1762 mu je umrl oče in  mu zapustil le skromno dediščino.
Julija 1762 je v Rusiji Katarina II. z državnim udarom zasedla carski prestol.

## Izvolitev za poljskega kralja
Poljska je ob koncu vladavine kralja Avgusta III. vztrajno propadala, kot družba in država. "Familija" (kot so imenovali v svaštvu povezani rodbini Czartoryskih in Poniatowskih, ki sta se sami želeli povzpeti na poljski prestol) je leta 1762 pripravila načrt za reforme, ki naj bi spodnesle zadnjega kralja iz saške dinastije in spremenile obstoječo ureditev v državi. Načrt je sledil načelom plemiškega parlamentarizma: sejm naj bi imenoval kolegijske organe centralne oblasti, kralju bi odvzeli edine resnične posebne pravice, ki jih je še imel, t. j. imenovanja ministrov, senatorjev in uradnikov in razdeljevanje županstev. Stanislav je tedaj v obliki filozofske zgodbe orisal svoj ustavni program nekoliko drugače: ohranil bi kraljeve pravice na področju imenovanj in razdeljevanja funkcij, ter kralja postavil za šefa močno centralizirane vlade. Različnost programov je že tedaj nakazovala nesoglasja v "familiji", ki so se kasneje še zaostrovala.
Po smrti Avgusta III. (oktober 1763) je Katarina II., ki je želela iz Poljske narediti ruski protektorat, ob soglasju pruskega kralja Friderika II., na volitvah z vojsko podprla izvolitev Stanislava za poljskega kralja Stanislava II. Avgusta.

## Priprava reform in ruski odziv nanje. Prva delitev Poljske
Stanislavu Avgustu je bilo poljsko plemstvo sprva naklonjeno. Obdal se je z mladimi kadri in začel ukrepati. Ustanovil je oficirsko šolo in začel vzpostavljati diplomatsko službo v Evropi, Rusiji in Osmanskem cesarstvu. Ustanovil je Red vitezov sv. Stanislava. V sodelovanju s "familijo" je začel pripravljati reforme za učinkovito vladanje. Zmanjšal je moč hetmanov (vojaških poveljnikov) s tem, da je prenesel njihova pooblastila na komisije, ki jih je izvolil sejm in so bile odgovorne kralju. V svojih spominih opisuje to obdobje kot "leta upanja".
A vse bolj so se kazale razlike med njegovimi pogledi in pogledi familije. Nasprotno kot familija je podpiral versko strpnost. Familija je bila nezadovoljna z njegovo posvetovalno politiko, ki je vključevala tudi njene nekdanje nasprotnike. Pomembnejše pa je bilo, da sta z nezadovoljstvom gledala na reforme tudi vladarja v Berlinu in Sankt Peterburgu in jih prepovedala. Ko so reformatorji na zasedanju sejma leta 1766 kljub temu predlagali omejitev instituta veta (liberum veto), ki je desetletja onemogočal delo poljskega parlamenta in dajal tujcem priložnost, da so se vtikali vanj, je ruska vojska (dve leti po izvolitvi kralja) ponovno zasedla Poljsko. Pokroviteljska vladarja sta zahtevala tudi politično enakopravnost za nekatoliško plemstvo.
Konservativna opozicija je po navodilih ruskega poslanika Nikolaja Repnina ustanovila t. i. radomsko konfederacijo, ki naj bi na zasedanju sejma, ki se je začelo oktobra 1767, sprejela novo državno ureditev. A tudi konservativci so prišli v spor z Rusi. Februarja 1768 so v podolskem mestecu Bar ustanovili oboroženo barsko konfederacijo, ki naj bi s podporo iz tujine izrinila Ruse iz Poljske. V državljanski vojni, ki se je izcimila iz tega, je kralj podprl  Ruse, zaradi česar so ga pristaši konfederantov ugrabili in ga zadrževali v ječi zunaj Varšave, dokler ni pobegnil. Po štirih letih spopadov in zmede, v katerih se je pokazalo, da poljski voditelji sami niso sposobni urediti razmer, so Rusija, Prusija in Avstrija vojaško posredovale in si, ne da bi se posvetovale s Poljaki, prilastile vsaka svoj del poljskega ozemlja (prva delitev Poljske). Stanislav Avgust je proti nelegalnemu početju velesil protestiral v zahodni Evropi, storiti pa ni mogel brez vojske ničesar. Nameraval je odstopiti, potem pa se je odločil, da bo raje poskusil rešiti, kar se rešiti da.

## Nova reformska prizadevanja
Na delitvenem sejmu (1773-75), na katerem so postavljali novo poljsko ureditev, je ruske interese zastopal ambasador Otto von Stackelberg. Stanislav Avgust je z njim vzpostavil dobre odnose, kar mu je omogočilo, da je med pogajanji uveljavljal tudi svoja stališča. Sprva je bilo načrtovano, da bo vse kraljeve pristojnosti prevzelo kolegijsko telo, imenovano stalni svet. V zadnji redakciji ureditve, ki je bila sprejeta leta 1775, pa so bile omejene predvsem pristojnosti dotlej vsemogočnih magnatov-ministrov, kralj pa je predsedoval stalnemu svetu in imel pri glasovanju pravico do dveh glasov. Kralj je izbiral tudi senatorje in druge visoke uradnike, vsakega iz po treh, ki jih je predlagal svet.
Po tem kraljevem uspehu so se dotlej med seboj sprti magnati združili v opoziciji proti kralju; med njimi so bili tudi Czartoryski in Poniatowski. Proti stalnemu svetu so ščuvali tudi vojsko. Za zasedanje sejma leta 1776 je opozicija iskala podporo tudi pri ruski carici, a je ta podprla Stanislava Avgusta, ki je za čas volitev dobil varstvo ruskih čet in soglasje za ustanovitev konfederacije v stalnem svetu. Opozicijskih poslancev niso sprejeli v konfederacijo in jih niso pustili v zbornico. Razširili so pristojnosti stalnega sveta in odvzeli poveljstvo hetmanom. Na kraljev predlog so poverili Andrzeju Zamoyskemu nalogo, da izdela kodifikacijo sodnega prava.
Opogumljen zaradi uspeha je Stanislav Avgust poskusil z aktivnejšo zunanjo politiko: normalizirati poljsko-turške odnose in se približati Franciji. Ti preveč samostojni koraki Rusom niso ugajali. Stackelberg je na sejmu 1778 ustavil kraljev polet tako, da je opoziciji popustil vajeti. Izdelek Zamoyskega je presegel okvire kodifikacije prava; obravnava osnutka je bila najprej odložena, na sejmu leta 1780 pa je bil sprejet sklep, ki je prepovedal, da bi njegov načrt kdajkoli obravnavali na sejmu. Kraljeva stranka je s tem izgubila reformsko pobudo in se prilagodila ruskim zahtevam. Razmere v državi so se umirile. Leta 1780 je ruska vojska po šestnajstih letih zapustila Poljsko.

## Vladanje stalnega sveta
Čas do leta 1788 je tako minil v znamenju vladanja stalnega sveta. Kralj je zbral okrog sebe skupino izkušenih politikov, kakršna sta bila npr. njegov brat Michał Poniatowski (od leta 1784 poljski primas) in litvanski podkancler Joachim Chreptowicz. Ker je bil sejm neoperativen, so se zadeve reševale na stalnem svetu in v podrejenih mu kraljevih pisarnah. Králjev položaj se je krepil.

## Obdobje temeljitih reform in sprejem ustave 3. maja. Druga delitev Poljske.
Ob izbruhu rusko-turške vojne (1787-92) in leto kasneje švedsko-ruske vojne (1788-90) pa je po králjevih besedah zajelo Poljsko "vrenje duhov". Tako napredni kot konservativni strani se je zazdelo, da je nastopila možnost, da se otresejo ruskega skrbništva. Nastala je rahla koalicija, ki je na zasedanju sejma januarja 1789 ukinila stalni svet in si zadala nalogo, da po zgledu ameriške in angleške ustave spremeni ustroj Republike. Zasedanje sejma je trajalo kar štiri leta (1789-92). Tako na sejmu kot v poljski javnosti so se vrstile zelo dinamične razprave o rešitvah. Med tem se je večina v parlamentu odločila za obrambno zvezo s Prusijo, ki ji Stanislav ni bil naklonjen, a se je priključil parlamentarni večini. Tudi to pot je plemiška večina v sejmu sprva kralju nameravala vzeti vso oblast, potem pa je 3. maja 1791 sprejel ustavo pod geslom "kralj z narodom, narod s kraljem", prvo moderno ustavo v Evropi. Na čelo države je bilo postavljeno kolegijsko telo, to pot imenovano straža, ki jo je vodil kralj, ki je imel pri glasovanju pravico do dveh glasov.
Liberalna ustava, ki je omogočala Poljski, da bi ponovno zaživela kot suverena država, in simpatiziranje Poljakov z dogodki v Franciji je vznemirilo sosednje monarhične države. Ko se je z mirom v Jassyju (januar 1792) končala rusko-turška vojna, se je Prusija spet povezala z Rusijo. Nasprotniki poljskega kralja so ustanovili targoviško konfederacijo (imenovano po mestu Targowica) in poklicali na pomoč rusko vojsko. Ta je 18. maja prestopila poljsko mejo. Poljaki so se skušali braniti proti premočnemu napadalcu, a so se morali umikati. Carica je zavrnila vsakršna pogajanja in je zahtevala, da kralj brezpogojno pristopi k targoviški konfederaciji. Ko so bili Rusi že pred Varšavo, je to po sklepu straže tudi storil (24. julija 1792). S tem je pri Poljakih izgubil  veliko svojega ugleda. Od Rusov postavljeni in ustrahovani sejm v Grodnu je moral preklicati vse sklepe štiriletnega sejma in ustavo 3. maja. Leta 1793 je prišlo do druge delitve Poljske in sejm, na katerem je sodeloval tudi Stanislav, jo je moral po dolgem upiranju ratificirati. Nova oblika vladanja je restavrirala vladavino stalnega sveta, a je vendarle obdržala nekatere reforme iz časov štiriletnega sejma.

## Vstaja Tadeusza Kościuszka. Tretja delitev Poljske
Kościuszkove vstaje, ki je bila načrtovana v tujini, Stanislav ni vzpodbujal, ko pa se je enkrat začela, jo je podprl, ker ni videl nobene druge častne možnosti. Poraz vstaje je pomenil konec Republike. Po porazu je Stanislav kratek čas še skušal vladati deželi. Januarja 1795 je na zahtevo carice z ruskim spremstvom zapustil Varšavo. V Grodnu, kjer je bila 24. oktobra podpisana tretja delitev Poljske, je 25. novembra podpisal svoj odstop. Februarja 1797, že po smrti Katarine II., je odpotoval v Sankt Peterburg. Praktično zapornik v peterburški  Marmornati palači, je živel od pokojnine, ki mu jo je namenila Katarina. Čeprav v finančnih težavah, je še vedno podpiral nekdanje svoje zaveznike in na ruskem dvoru poskušal tolmačiti poljska stališča. Pisal je spomine. Umrl je zadet od kapi.

## Stanislavova osebnost
Stanislav Poniatowski je bil izredno inteligenten in temeljito izobražen človek. Med svojimi potovanji po tujini se je navdušil za Anglijo in njeno ustavo. V Versaillesu in Peterburgu ga je očaral sijaj absolutne monarhije. Skrbeč za posebne pravice in dohodke krone, ki so izvirali iz kraljevih gospoščin, je v želji po blišču svoje vladavine podpiral razvoj upodabljajoče umetnosti in literature, ustanavljal manufakture, reorganiziral gardo in zasebne kraljeve pisarne. V politični taktiki je bi gibčen, a v reformnih težnjah dosleden, kar doktrinaren. Kot sovražnik sarmatizma

in anarhije je bil mnenja, da je na Poljskem treba izvesti "revolucijo". Imel je visoko mnenje o svojem kulturnem in zakonodajnem poslanstvu. Pogosto so mu očitali slaboten značaj, vendar ne smemo pozabiti, kako slab je bil na Poljskem položaj kralja na sploh, a Poniatowskega še posebej.